# 석강초등학교
석강초등학교는 대한민국 경상남도 거창군 가조면 지산로 1242 (기리)에 있었던 초등학교이다.

## 연혁
- 1943년 4월 30일 가조공립국민학교 부설 석강리간이학교 개교(설립인가 4월 17일)
- 1945년 9월 30일 석강공립국민학교 인가 개교
- 1982년 3월 1일 병설유치원 개원
- 1996년 3월 1일 석강초등학교로 개칭
- 1999.02.20 제50회 졸업식(누계 2727명)
- 1999.09.01 가조초등학교에 통폐합